# أريستيدس رويو
أريستيدس رويو Aristides Royo (ولد في أغسطس 1940) رئيس سابق لجمهورية بنما من 11 أكتوبر 1978 حتى 31 يوليو 1982.
كان رؤساء الجمهورية في بنما من عام 1968 حتى 1989 من قبل عمر توريخوس أو مانويل نورييغا الذين كانا قائدين للجيش وديكتاتوريين يحكمان البلاد حكما عسكريا. وقد انتزع عمر توريخوس السلطة بانقلاب عسكري واستمر الحكم العسكري تحت قيادة نورييغا، والذي أطاح به الأمريكان حين غزو بنما عام 1989.

## روابط خارجية
- أريستيدس رويو على موقع مونزينجر (الألمانية)